# Титан (элемент)
| 22       | Титан |
| Ti47,867 |       |
| 3d24s2   |       |

Тита́н (химический символ — Ti, от лат. Titanium) — химический элемент 4-й группы (по устаревшей классификации — побочной подгруппы четвёртой группы, IVB) четвёртого периода периодической системы химических элементов Д. И. Менделеева, с атомным номером 22. Относится к переходным металлам.
Простое вещество титан в нормальных условиях — лёгкий металл серебристо-белого цвета. Обладает высокой коррозионной стойкостью в растворах щелочей и большинства кислот.

## История
Открытие диоксида титана (TiO2) сделали практически одновременно и независимо друг от друга англичанин У. Грегор и немецкий химик М. Г. Клапрот. У. Грегор, исследуя состав магнитного железистого песка (Крид, Корнуолл, Англия, 1791), выделил новую «землю» (оксид) неизвестного металла, которую назвал менакеновой. В 1795 году немецкий химик Клапрот открыл в минерале рутиле новый элемент и назвал его титаном. Спустя два года Клапрот установил, что рутил и менакеновая земля — оксиды одного и того же элемента, за которым и осталось название «титан», предложенное Клапротом. Через 10 лет открытие титана состоялось в третий раз: французский учёный Л. Воклен обнаружил титан в анатазе и доказал, что рутил и анатаз — идентичные оксиды титана.
Первый образец металлического титана получил в 1825 году швед Й. Я. Берцелиус. Получение чистого титана осложнялось его химической активностью и было сделано значительно позднее голландскими химиками А. ван Аркелем и Я. де Буром в 1925 году термическим разложением паров иодида титана(IV) TiI4.
Титан не находил промышленного применения, пока люксембуржец Вильгельм Кролл в 1940 году не запатентовал простой магниетермический метод восстановления металлического титана из тетрахлорида; этот метод (процесс Кролла) до настоящего времени остаётся одним из основных в промышленном получении титана.

## Происхождение названия
Металл получил своё название в честь титанов, персонажей древнегреческой мифологии, детей Геи. Название элементу дал Мартин Клапрот в соответствии со своими взглядами на химическую номенклатуру в противовес французской химической школе, где элемент старались называть по его химическим свойствам. Поскольку немецкий исследователь сам отметил невозможность определения свойств нового элемента только по его оксиду, он подобрал для него имя из мифологии, по аналогии с открытым им ранее ураном.

## Нахождение в природе
Титан находится на 9-м месте по распространённости в земной коре, содержание — 0,57 % по массе. В морской воде — 0,001 мг/л. В ультраосновных породах 300 г/т, в основных — 9 кг/т, в кислых 2,3 кг/т, в глинах и сланцах 4,5 кг/т. В земной коре титан почти всегда четырёхвалентен и присутствует только в кислородных соединениях. В свободном виде не встречается. Титан в условиях выветривания и осаждения имеет геохимическое сродство с Al2O3. Он концентрируется в бокситах коры выветривания и в морских глинистых осадках. Перенос титана осуществляется в виде механических обломков минералов и в виде коллоидов. До 30 % TiO2 по массе накапливается в некоторых глинах. Минералы титана устойчивы к выветриванию и образуют крупные концентрации в россыпях. Известно более 100 минералов, содержащих титан. Важнейшие из них: рутил TiO2, ильменит FeTiO3, титаномагнетит FeTiO3 + Fe3O4, перовскит CaTiO3, титанит (сфен) CaTiSiO5. Различают коренные руды титана — ильменит-титаномагнетитовые и россыпные — рутил-ильменит-цирконовые.

## Месторождения
Крупные коренные месторождения титана находятся на территории ЮАР, России, Украины, Канады, США, Китая, Норвегии, Швеции, Египта, Австралии, Индии, Южной Кореи, Казахстана, Туркменистана; россыпные месторождения имеются в Бразилии, Индии, США, Сьерра-Леоне, Австралии. В странах СНГ ведущее место по разведанным запасам титановых руд занимает РФ (58,5 %) и Украина (40,2 %).
Крупнейшее месторождение в России расположено в республике Коми — Пижемское.

## Запасы и добыча
Основные руды: ильменит (FeTiO3), рутил (TiO2), титанит (CaTiSiO5).
По данным на 2002 год, 90 % добываемого титана использовалось на производство диоксида титана TiO2. Мировое производство диоксида титана составляло 4,5 млн т в год. Подтверждённые запасы диоксида титана (без России) составляют около 800 млн т. На 2006 год, по оценке Геологической службы США, в пересчёте на диоксид титана и без учёта России, запасы ильменитовых руд составляют 603—673 млн т, а рутиловых — 49,7—52,7 млн т. Таким образом, при нынешних темпах добычи мировых разведанных запасов титана (без учёта России) хватит более чем на 150 лет.
Россия обладает вторыми в мире, после Китая, запасами титана. Минерально-сырьевую базу титана России составляют 20 месторождений (из них 11 коренных и 9 россыпных), достаточно равномерно рассредоточенных по территории страны. Самое крупное из разведанных месторождений (Ярегское) находится в 25 км от города Ухта (Республика Коми). Запасы месторождения оцениваются в 2 млрд т руды со средним содержанием диоксида титана около 10 %.
Крупнейший в мире производитель титана — российская компания «ВСМПО-Ависма».

## Физические свойства
Титан — лёгкий серебристо-белый металл. При нормальном давлении существует в двух кристаллических модификациях: низкотемпературный α-Ti с гексагональной плотноупакованной решёткой (гексагональная сингония, пространственная группа C6mmc, параметры ячейки a = 0,2953 нм, c = 0,4729 нм, Z = 2) и высокотемпературный β-Ti с кубической объёмно-центрированной упаковкой (кубическая сингония, пространственная группа Im3m, параметры ячейки a = 0,3269 нм, Z = 2), температура перехода α↔β 883 °C, теплота перехода ΔH = 3,8 кДж/моль (87,4 кДж/кг). Большинство металлов при растворении в титане стабилизируют β-фазу и снижают температуру перехода α↔β. При давлении выше 9 ГПа и температуре выше 900 °C титан переходит в гексагональную фазу (ω-Ti). Плотность α-Ti и β-Ti соответственно равна 4,505 г/см³ (при 20 °C) и 4,32 г/см³ (при 900 °C). Атомная плотность α-титана 5,67⋅1022 ат/см³.
Температура плавления титана при нормальном давлении равна 1670 ± 2 °C, или 1943 ± 2 К (принята в качестве одной из вторичных калибровочных точек температурной шкалы ITS-90). Температура кипения 3287 °C. При температуре ниже −80 °С титан становится довольно хрупким. Молярная теплоёмкость при нормальных условиях Cp = 25,060 кДж/(моль·K), что соответствует удельной теплоёмкости 0,523 кДж/(кг·K). Теплота плавления 15 кДж/моль, теплота испарения 410 кДж/моль. Характеристическая дебаевская температура 430 К. Теплопроводность 21,9 Вт/(м·К) при 20 °C. Температурный коэффициент линейного расширения 9,2·10−6 К−1 в интервале от −120 до +860 °C. Молярная энтропия α-титана S0 = 30,7 кДж/(моль·К). Для титана в газовой фазе энтальпия образования ΔH0
f = 473,0 кДж/моль, энергия Гиббса ΔG0
f = 428,4 кДж/моль, молярная энтропия S0 = 180,3 кДж/(моль·К), теплоёмкость при постоянном давлении Cp = 24,4 кДж/(моль·K)
Удельное электрическое сопротивление при 20 °C составляет 0,58 мкОм·м (по другим данным 0,42 мкОм·м), при 800 °C 1,80 мкОм·м. Температурный коэффициент сопротивления 0,003 К−1 в диапазоне 0—20 °C.
Пластичен, сваривается в инертной атмосфере. Прочностные характеристики мало зависят от температуры, однако сильно зависят от чистоты и предварительной обработки. Для технического титана твёрдость по Виккерсу составляет 790—800 МПа, модуль нормальной упругости 103 ГПа, модуль сдвига 39,2 ГПа. У высокочистого предварительно отожжённого в вакууме титана предел текучести 140—170 МПа, относительное удлинение 55—70 %, твёрдость по Бринеллю 175 МПа.
Имеет высокую вязкость, при механической обработке склонен к налипанию на режущий инструмент, и поэтому требуется нанесение специальных покрытий на инструмент, различных смазок.
При обычной температуре покрывается защитной пассивирующей плёнкой оксида TiO2, благодаря этому коррозионностоек в большинстве сред (кроме щелочной среды и среды, содержащей фтор или фтороводород).
Температура перехода в сверхпроводящее состояние 0,387 К. При температурах выше 73 К титан парамагнитен. Магнитная восприимчивость при 20 °C составляет 3,2·10−6. Постоянная Холла α-титана равна +1,82·10−13.

### Изотопы
Известны изотопы титана с массовыми числами от 38 до 63 (количество протонов 22, нейтронов от 16 до 41), и 2 ядерных изомера.
Природный титан состоит из смеси пяти стабильных изотопов со следующей изотопной распространенностью: 46Ti (7,95 %), 47Ti (7,75 %), 48Ti (73,45 %), 49Ti (5,51 %), 50Ti (5,34 %).
Среди искусственных изотопов самые долгоживущие 44Ti (период полураспада 60 лет) и 45Ti (период полураспада 184 минуты).

## Химические свойства
Устойчив к коррозии благодаря оксидной плёнке, но при измельчении в порошок, а также в тонкой стружке или проволоке титан пирофорен. Титановая пыль имеет свойство взрываться. Температура вспышки — 400 °C. Титановая стружка пожароопасна.
Титан устойчив к разбавленным растворам многих кислот и щелочей (кроме HF, H3PO4), неустойчив к концентрированной H2SO4. Титан устойчив к влажному хлору и водным растворам хлора.
Легко реагирует даже со слабыми кислотами в присутствии комплексообразователей, например, с плавиковой кислотой HF он взаимодействует благодаря образованию комплексного аниона [TiF6]2−. Титан наиболее подвержен коррозии в органических средах, так как в присутствии воды на поверхности титанового изделия образуется плотная пассивная плёнка из оксидов и гидрида титана. Наиболее заметное повышение коррозионной стойкости титана заметно при повышении содержания воды в агрессивной среде с 0,5 до 8,0 %, что подтверждается электрохимическими исследованиями электродных потенциалов титана в растворах кислот и щелочей в смешанных водно-органических средах.
При нагревании на воздухе до 1200 °C Ti загорается ярким белым пламенем с образованием оксидных фаз переменного состава TiOx. Из растворов солей титана осаждается гидроксид TiO(OH)2·xH2O, осторожным прокаливанием которого получают оксид TiO2. Гидроксид TiO(OH)2·xH2O и диоксид TiO2 амфотерны.
TiO2 взаимодействует с серной кислотой при длительном кипячении. При сплавлении с содой Na2CO3 или поташом K2CO3 оксид TiO2 образует титанаты:
{\displaystyle {\mathsf {TiO_{2}+K_{2}CO_{3}\rightarrow K_{2}TiO_{3}+CO_{2}}}}
При нагревании Ti взаимодействует с галогенами (например, с хлором — при 550 °C). Тетрахлорид титана TiCl4 при обычных условиях — бесцветная жидкость, сильно дымящая на воздухе, что объясняется гидролизом TiCl4, содержащимися в воздухе парами воды и образованием мельчайших капелек HCl и взвеси гидроксида титана.
Восстановлением TiCl4 водородом, алюминием, кремнием, другими сильными восстановителями, получен трихлорид и дихлорид титана TiCl3 и TiCl2 — твёрдые вещества, обладающие сильными восстановительными свойствами. Ti взаимодействует с Br2 и I2.
С азотом N2 выше 400 °C титан образует нитрид TiNx (x = 0,58—1,00). Титан — один из немногих элементов, которые горят в атмосфере азота.
При взаимодействии титана с углеродом образуется карбид титана TiCx (x = 0,49—1,00).
При нагревании Ti поглощает H2 с образованием соединения переменного состава TiHx (x = 2,00—2,98). При нагревании эти гидриды разлагаются с выделением H2.
Титан образует сплавы и интерметаллические соединения со многими металлами.

## Получение

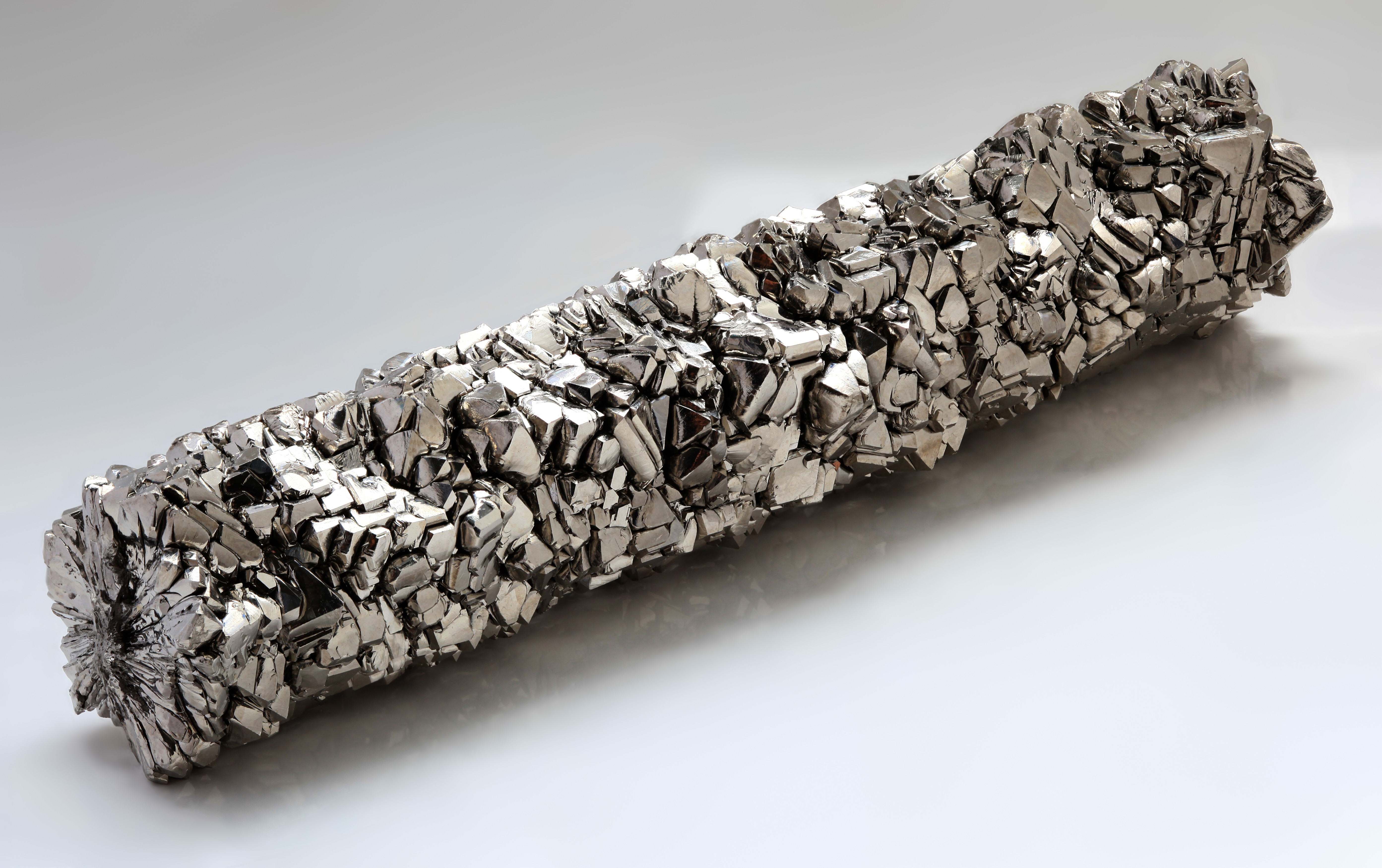
Брусок кристаллического титана (чистота 99,995 %, вес 283 г, длина 14 см, диаметр 25 мм), изготовленный на заводе «Уралредмет» иодидным методом ван Аркеля и де Бура.

Как правило, исходным материалом для производства титана и его соединений служит диоксид титана со сравнительно небольшим количеством примесей. В частности, это может быть рутиловый концентрат, получаемый при обогащении титановых руд. Однако запасы рутила в мире весьма ограничены, и чаще применяют так называемый синтетический рутил или титановый шлак, получаемые при переработке ильменитовых концентратов.
Для получения титанового шлака ильменитовый концентрат восстанавливают в электродуговой печи (ильменитовый концентрат + уголь-антрацит), при этом железо отделяется в металлическую фазу (чугун), а невосстановленные оксиды титана и примесей образуют шлаковую фазу. Богатый шлак перерабатывают хлоридным или сернокислотным способом.
Концентрат титановых руд подвергают сернокислотной или пирометаллургической переработке. Продукт сернокислотной обработки — порошок диоксида титана TiO2. Пирометаллургическим методом руду спекают с коксом и обрабатывают хлором, получая пары тетрахлорида титана TiCl4:
{\displaystyle {\mathsf {TiO_{2}+2C+2Cl_{2}\rightarrow TiCl_{4}+2CO}}}
Образующиеся пары TiCl4 при 850 °C восстанавливают магнием:
{\displaystyle {\mathsf {TiCl_{4}+2Mg\rightarrow 2MgCl_{2}+Ti}}}
Кроме этого, в настоящее время начинает получать популярность так называемый процесс FFC Cambridge, названный по именам его разработчиков Дерека Фрэя, Тома Фартинга и Джорджа Чена из Кембриджского университета, где он был создан. Этот электрохимический процесс позволяет осуществлять прямое непрерывное восстановление титана из оксида в расплаве смеси хлорида кальция и негашёной извести (оксида кальция). В этом процессе используется электролитическая ванна, наполненная смесью хлорида кальция и извести, с графитовым расходуемым (либо нейтральным) анодом и катодом, изготовленным из подлежащего восстановлению оксида. При пропускании через ванну тока температура быстро достигает ~1000—1100 °C, и расплав оксида кальция разлагается на аноде на кислород и металлический кальций:
{\displaystyle {\mathsf {2CaO\rightarrow 2Ca+O_{2}}}}
Полученный кислород окисляет анод (в случае использования графита), а кальций мигрирует в расплаве к катоду, где и восстанавливает титан из его оксида:
{\displaystyle {\mathsf {O_{2}+C\rightarrow CO_{2}}}}
{\displaystyle {\mathsf {TiO_{2}+2Ca\rightarrow Ti+2CaO}}}
Образующийся оксид кальция вновь диссоциирует на кислород и металлический кальций, и процесс повторяется вплоть до полного преобразования катода в титановую губку либо исчерпания оксида кальция. Хлорид кальция в данном процессе используется как электролит для придания электропроводности расплаву и подвижности активным ионам кальция и кислорода. При использовании инертного анода (например, диоксида олова), вместо углекислого газа на аноде выделяется молекулярный кислород, что меньше загрязняет окружающую среду, однако процесс в таком случае становится менее стабильным, и, кроме того, в некоторых условиях более энергетически выгодным становится разложение хлорида, а не оксида кальция, что приводит к высвобождению молекулярного хлора.
Полученную титановую «губку» переплавляют и очищают. Рафинируют титан иодидным способом или электролизом, выделяя Ti из TiCl4. Для получения титановых слитков применяют дуговую, электронно-лучевую или плазменную переработку.

## Применение
Титан используется в стали в качестве легирующего элемента (ферротитана) для уменьшения размера зерна и в качестве раскислителя, а в нержавеющей стали — для снижения содержания углерода. Титан часто легируют алюминием (для уменьшения размера зерна), ванадием, медью (для повышения твёрдости), железом, марганцем, молибденом и другими металлами. Титановый прокат (листы, плиты, прутки, проволока, поковки, отливки) находит применение в промышленности, аэрокосмической отрасли, индустрии отдыха и на развивающихся рынках. Порошок титана используется в пиротехнике в качестве источника ярко горящих частиц.

### В чистом виде и в виде сплавов

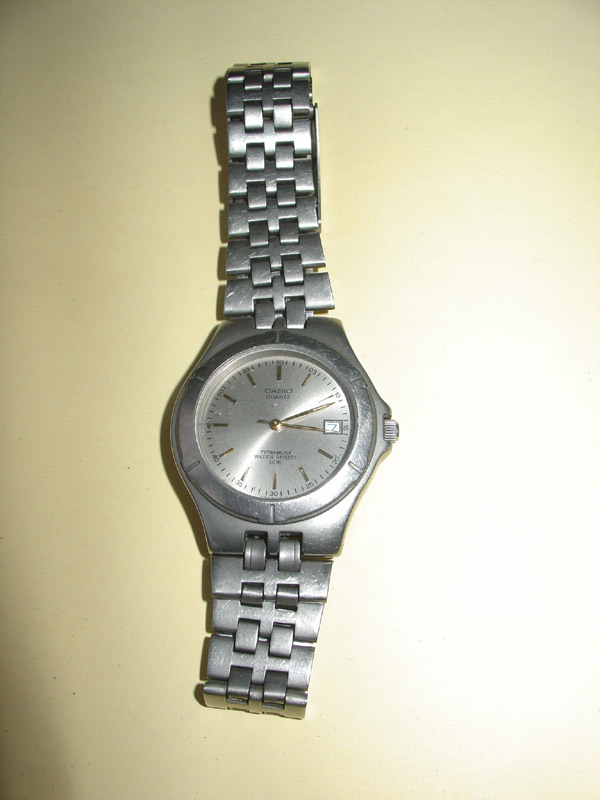
Часы из титанового сплава

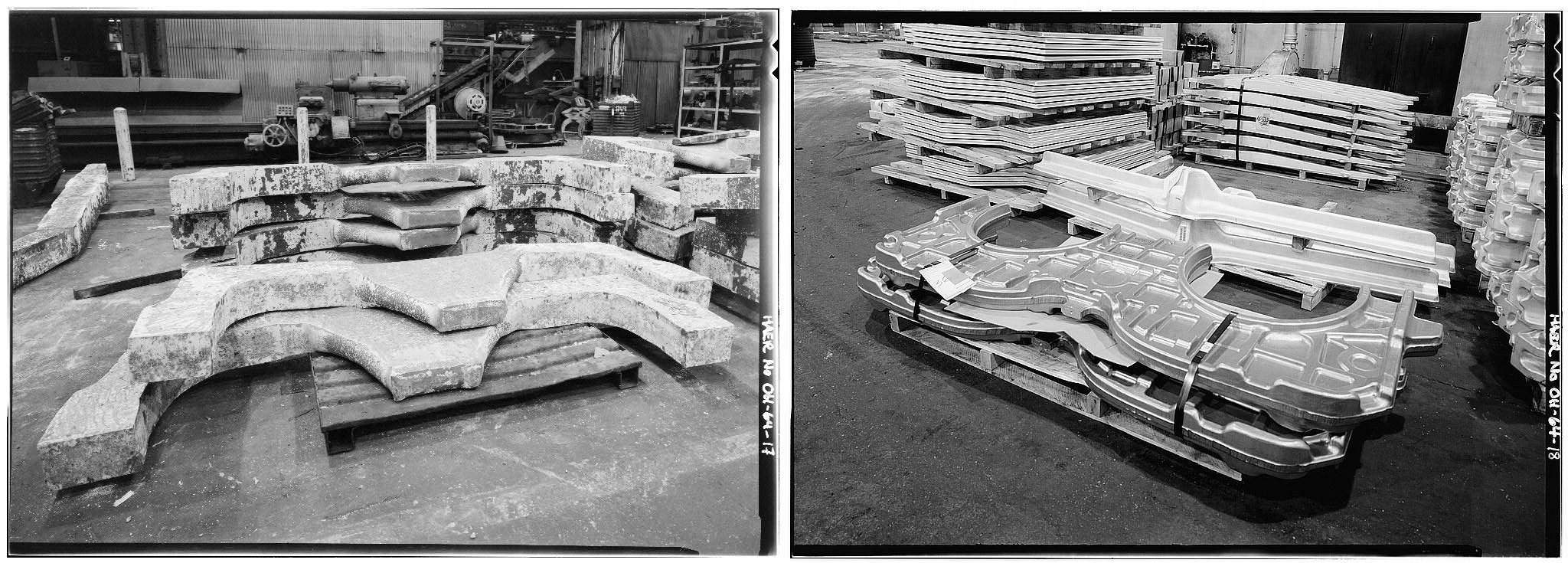
Заготовка титанового шпангоута истребителя F-15 до и после прессования на штамповочном прессе компании Alcoa усилием 45 тыс. тонн, май 1985

Использование металлического титана во многих отраслях промышленности обусловлено тем, что его прочность примерно равна прочности стали при том, что он на 45 % легче. Титан на 60 % тяжелее алюминия, но прочность его примерно вдвое больше.
- Титан в виде сплавов является важнейшим конструкционным материалом в авиа- и ракетостроении, в кораблестроении[17][a].
- Металл применяется в химической промышленности (реакторы, трубопроводы, насосы, трубопроводная арматура), военной промышленности (бронежилеты, броня и противопожарные перегородки в авиации, корпуса подводных лодок), промышленных процессах (опреснительных установках, процессах целлюлозы и бумаги), автомобильной промышленности, сельскохозяйственной промышленности, пищевой промышленности, спортивных товарах, ювелирных изделиях, мобильных телефонах, лёгких сплавах и т. д.
- Титан является физиологически инертным[2], благодаря чему применяется в медицине (протезы, остеопротезы, зубные имплантаты), в стоматологических и эндодонтических инструментах, украшениях для пирсинга.
- Титановое литьё выполняют в вакуумных печах в графитовые формы. Также используется вакуумное литьё по выплавляемым моделям. Из-за технологических трудностей в художественном литье используется ограниченно. Первой в мировой практике монументальной литой скульптурой из титана является памятник Юрию Гагарину на площади его имени в Москве[20].
- Титан является легирующей добавкой во многих легированных сталях и большинстве спецсплавов, например, рельсы и оси вагонных колес могут делаться из сплавов: К76Т, М76Т, Э76Т.
- Нитинол (никель-титан) — сплав, обладающий памятью формы, применяемый в медицине и технике.
- Алюминиды титана являются очень стойкими к окислению и жаропрочными, что, в свою очередь, определило их использование в авиации и автомобилестроении в качестве конструкционных материалов.
- Титан является одним из наиболее распространённых геттерных материалов, используемых в высоковакуумных насосах.

Существует множество титановых сплавов с различными металлами. Легирующие элементы разделяют на три группы, в зависимости от их влияния на температуру полиморфного превращения: на бета-стабилизаторы, альфа-стабилизаторы и нейтральные упрочнители. Первые понижают температуру превращения, вторые повышают, третьи не влияют на неё, но приводят к растворному упрочнению матрицы. Примеры альфа-стабилизаторов: алюминий, кислород, углерод, азот. Бета-стабилизаторы: молибден, ванадий, железо, хром, никель. Нейтральные упрочнители: цирконий, олово, кремний. Бета-стабилизаторы, в свою очередь, делятся на бета-изоморфные и бета-эвтектоидообразующие.
Самым распространённым титановым сплавом является сплав Ti-6Al-4V (в российской классификации — ВТ6), содержащий около 6 % алюминия и около 4 % ванадия. По соотношению кристаллических фаз он классифицируется как (α+β)-сплав. На его производство приходится до 50 % производимого титана.
Ферротитан (сплав титана с железом, содержащий 18—25 % титана) используют в чёрной металлургии для раскисления стали и удаления растворённых в ней нежелательных примесей (сера, азот, кислород).
В 1980-х годах около 60—65 % производимого в мире титана использовалось в строительстве летательных аппаратов и ракет, 15 % — в химическом машиностроении, 10 % — в энергетике, 8 % — в строительстве судов и для опреснителей воды.

### В виде соединений
- Белый диоксид титана (TiO2) используется в красках (например, титановые белила), а также при производстве бумаги и пластика. Применяется в фотокаталитических устройствах очистки воздуха. Пищевая добавка E171.
- Титанорганические соединения (например, тетрабутоксититан) применяются в качестве катализатора и отвердителя в химической и лакокрасочной промышленности.
- Неорганические соединения титана применяются в химической электронной, стекловолоконной промышленности в качестве добавки или покрытий.
- Карбид титана, диборид титана, карбонитрид титана — важные компоненты сверхтвёрдых материалов для обработки металлов.
- Нитрид титана применяется для покрытия инструментов, куполов церквей и при производстве бижутерии, так как является износостойким и жаропрочным, имеет цвет похожий на золото.
- Титанат бария BaTiO3, титанат свинца PbTiO3 и ряд других титанатов — сегнетоэлектрики.
- Тетрахлорид титана используется для иридизации (иризации) стекла и для создания дымовых завес[2].

### Анализ рынков потребления
В 2005 году компания «Titanium Corporation» опубликовала следующую оценку потребления титана в мире:
- 60 % — краска;
- 20 % — пластик;
- 13 % — бумага;
- 7 % — машиностроение.

### Цены
Цена титана на 2015 год составляла 5,9—6,0 $ за килограмм, в зависимости от чистоты.
Чистота и марка чернового титана (титановой губки) обычно определяется по его твёрдости, которая зависит от содержания примесей.

## Физиологическое действие
Титан считается физиологически инертным, благодаря чему применяется в протезировании как металл, непосредственно контактирующий с тканями организма. Однако титановая пыль может быть канцерогенной. Как было сказано выше, титан применяется также в стоматологии. Отличительная черта применения титана заключается не только в прочности, но и способности самого металла сращиваться с костью, что даёт возможность обеспечить квазимонолитность основы зуба.